# Witterswil
Witterswil (gsw. Witterschwill) – miejscowość i gmina w północnej Szwajcarii, w kantonie Solura, w jednostce administracyjnej (Amtei) Dorneck-Thierstein, w okręgu Dorneck. Jest eksklawą kantonu Bazylea-Okręg.

## Demografia
W Witterswil mieszkają 1 462 osoby. W 2021 roku 17,6% populacji gminy stanowiły osoby urodzone poza Szwajcarią. 

## Transport
Przez teren gminy przebiega droga główna nr 273.